# Kamiandougou
Kamiandougou è un comune rurale del Mali facente parte del circondario di Ségou, nella regione omonima.
Il comune è composto da 19 nuclei abitati:
- Kala-Wèrè
- Kamian
- Kangorogo
- Koussi
- M'Balibougou
- Moribougou
- N'Gabakoro-Wèrè
- Nakoro
- Ninga
- Niangolona
- Nonongo (centro principale)
- Nonongo-Wèrè
- Sagnè
- Sagnè-Wèrè
- Sirakoun
- Sorona
- Tatla
- Tla
- Tlabougou